# 君になる
「君になる」（きみになる）は、藤井フミヤ29枚目のシングル。2007年3月28日にソニー・ミュージックアソシエイテッドレコーズからリリースされた。

## 概要
9か月振りの4曲入りシングル。DVD付初回生産限定盤と通常盤の2形態で発売。DVDには「大切な人へ」ビデオクリップを収録。2007年4月28日から7月22日開催の全国ツアー「ART ROCK」チケット先行予約案内が封入。「飛行船」は西日本鉄道CMソング。「大切な人へ」は韓国映画『夏物語』の日本版エンディングテーマソング・ソニー『サイバーショット』CMソング。「鎮守の里」は第62回神宮式年遷宮奉賛曲。20年に一度、伊勢神宮で社殿および神宝類などを一新する大祭の時、奉納する曲として作られた。神宮式年遷宮は1,300年の歴史を有しており、第62回は平成25年（2013年）10月2日に内宮式年遷宮、10月5日に外宮式年遷宮が斎行された。

## 収録曲
1. 君になる（3:39）
作詞・作曲:有賀啓雄、編曲:有賀啓雄 with the RAWGUNS
2. 飛行船（5:04）
作詞・作曲:斎藤有太、編曲:斎藤有太 with the RAWGUNS
3. 大切な人へ（4:24）
作詞:藤井フミヤ、作曲:有賀啓雄、編曲:有賀啓雄 with the RAWGUNS
4. 鎮守の里（4:57）
作詞・作曲:藤井フミヤ、編曲:屋敷豪太・大島俊一、雅楽編曲:西原祐二